# Fausto Valsecchi
Fausto Valsecchi (Lecco, 31 dicembre 1890 – Lecco, 4 giugno 1914) è stato un poeta e traduttore italiano.

## Biografia
Le sue traduzioni di autori come Ibsen, Čechov, Verlaine, Anatole France, furono pubblicate postume dalla casa editrice Sonzogno . Pubblicò poesie su alcune riviste dell'epoca come "Noi e il Mondo" e "La Lettura". I suoi lavori furono raccolti in Versi e novelle di Fausto Valsecchi (1890-1914), a cura di Carlo Del Teglio, Lecco, E. Bartolozzi, 1966. Morì a soli 23 anni a causa di un incidente. Sergio Solmi  giudicò le sue poesie "visionarie, regressive, pervase da ossessioni di morte"; e Glauco Viazzi  ha parlato, per i suoi racconti, di "conglomerati psichici...che del sogno hanno appunto lo slegato, la mobilità, il fluire sconnesso".